# Sverigebästalistan i friidrott
Sverigebästalistan i friidrott är en lista över Sveriges 20 bästa friidrottare inom respektive åldersklass.
Den publiceras på friidrottsförbundets hemsida: http://www.friidrott.se där de sammanställs av A. Lennart Julin.